# Sarcostemma madagascariense
Sarcostemma madagascariense là một loài thực vật có hoa trong họ La bố ma. Loài này được Desc. miêu tả khoa học đầu tiên năm 1961.